# Гамболо
Гамболо, Ґамболо (італ. Gambolò) — муніципалітет в Італії, у регіоні Ломбардія,  провінція Павія.
Гамболо розташоване на відстані близько 480 км на північний захід від Рима, 35 км на південний захід від Мілана, 24 км на захід від Павії.
Населення — 10 129 осіб (2014).
Покровитель — San Getulio.

## Демографія
Населення за роками:

Станом на 1 січня 2023 року в муніципалітеті офіційно проживали 453 іноземці з 43 країн, серед них 101 громадянин країн Євросоюзу та 23 громадяни України.

## Сусідні муніципалітети
- Борго-Сан-Сіро
- Мортара
- Тромелло
- Віджевано

## Міста-побратими
- Kyrros[en], Греція
- Малпілський край, Латвія